# 마르코 베나시
마르코 베나시(이탈리아어: Marco Benassi, 1994년 9월 8일 ~ )는 이탈리아의 축구 선수로, 현재 세리에 A의 ACF 피오렌티나에서 US 크레모네세로 임대되어 활약하고 있다. 포지션은 미드필더이다.